# Actus (Longobardi)
In epoca longobarda, con Actus si indicava una tipica circoscrizione territoriale che di solito si identificava col nome della sua città capoluogo o da quello di una zona nel comprensorio di riconosciuta importanza.
Essa serviva a ripartire in modo funzionale i domini del principe, del conte o del duca ed erano centri dell'amministrazione, della giurisdizione, del fisco; tali centri erano retti da vari actores o agentes (donde il nome della circoscrizione), da notai e giudici di pace.